# BFA Tenedora de Acciones
BFA Tenedora de Acciones, S. A. U. es un holding creado en 2015 tras la transformación de Banco Financiero y de Ahorros (BFA) como consecuencia de la pérdida de la condición de entidad de crédito.
El Banco Financiero y de Ahorros, también conocido por las siglas BFA, surgió de la unión mediante un SIP del negocio bancario de siete cajas de ahorros españolas: Caja Madrid, Bancaja, La Caja de Canarias, Caja de Ávila, Caixa Laietana, Caja Segovia, y Caja Rioja. Se constituyó el 3 de diciembre de 2010 y comenzó a operar el 1 de enero de 2011.
BFA iba a ser el responsable de heredar la actividad financiera y bancaria que hasta ese momento venían llevando a cabo las cajas. Sin embargo, BFA decidió crear una filial llamada Bankia con la cual las cajas segregarían su negocio bancario (red de oficinas, cartera de clientes,...), mientras que BFA se quedaría con los activos tóxicos procedentes del sector de la construcción que acumulaban las cajas, dejando así una Bankia limpia de estos productos y permitiendo su salida a bolsa.
En mayo de 2012, el Consejo de Administración reformuló las cuentas de 2011 (que en aquel momento mostraban ganancias a la entidad) reconociendo, por el contrario, pérdidas de 3.318 millones de euros. Por tal motivo el presidente de la entidad, Rodrigo Rato dimitió de su cargo. Unos días más tarde, dada la insostenible situación de la entidad que hubiese llevado a la quiebra tanto a BFA como a Bankia, el Gobierno de España, presidido por Mariano Rajoy, tomó la determinación el 9 de mayo de 2012 de nacionalizar la entidad a través del Fondo de Reestructuración Ordenada Bancaria (FROB), quedándose este ente estatal con las acciones y la propiedad del 100 % de BFA y del 45 % de Bankia, asumiendo con dinero público una de las mayores pérdidas económicas de la historia bancaria del país.
Con efectos desde el 2 de enero de 2015, Banco Financiero y de Ahorros (BFA) dejó de ser considerado entidad de crédito, manteniéndose como sociedad holding de Bankia, aunque cambió su denominación por la de BFA Tenedora de Acciones.
A 31 de diciembre de 2023, el FROB poseía un 100 % del capital social de BFA Tenedora de Acciones.

## Historia

### Fusión de las cajas de ahorros y fundación de BFA
En 2010, en el contexto de la reestructuración del sistema financiero en España, siete cajas de ahorros iniciaron un proceso de fusión: Caja Madrid, Bancaja, La Caja de Canarias, Caja de Ávila, Caixa Laietana, Caja Segovia y Caja Rioja. La cajas serían propietarias y accionistas de la nueva entidad, quedando la mayor parte de la propiedad de la fusión en manos de Caja Madrid (52,06%) y Bancaja (37,7%), mientras que el resto de cajas tendrían pequeñas participaciones que compondrían el resto del accionariado: La Caja de Canarias un 2,45%, Caja de Ávila un 2,33%, Caixa Laietana un 2,11%, Caja Segovia un 2,01% y Caja Rioja un 1,34%.
De esta forma las cajas formalizaron el proceso de fusión fría, con ayuda de un crédito estatal de 4.465 millones de euros a un interés del 7,75 % del FROB, que dio lugar a una nueva entidad, la cual recibió el nombre de Banco Financiero y de Ahorros, S. A.
La nueva entidad en un principio adquirió todo el patrimonio, negocio bancario y activos que hasta ese momento pertenecían a las cajas, sin embargo, al deber enfrentarse el nuevo banco a una serie de dificultades económicas y financieras, así como a las exigencias gubernamentales al sector bancario, estos planes se vieron alterados.
El Gobierno de España, presidido por José Luis Rodríguez Zapatero, con la pretensión de aportar estabilidad en el sector bancario ante la crisis de crédito que azota al país y en consonancia a los acuerdos de Basilea II, realizó una serie de cambios en las leyes que regulan la actividad bancaria exigiendo a las entidades crear una reserva de capital, a modo de provisión, que permitiera a los bancos poder mantenerse en caso posibles problemas económicos en el futuro.
Al no tener BFA suficiente liquidez para hacer frente a este fondo de provisiones, barajó su salida a bolsa para así captar rápidamente el capital necesario. Sin embargo, los gestores de la entidad preveían un mal futuro de BFA en una hipotética salida a bolsa ya que la mayor parte de los activos de la entidad provenían del sector del "ladrillo", unos valores con alto nivel de riesgo de morosidad y poco atractivo bursátil debido a la caída constante en el sector de la construcción producida por la ruptura de la burbuja inmobiliaria en España.

### Nacimiento de Bankia
Debido a esta situación, BFA decidió sortear este problema dividiendo la entidad en dos empresas diferentes a través de la creación de una nueva filial de la cual BFA sería el propietario único, llamada Bankia. Es entonces cuando se decidió que el negocio bancario y los activos financieros atractivos (red de oficinas, cartera de clientes, depósitos, capital,...) que las cajas habían traspasado a BFA se transfieran a Bankia. La matriz por su parte se quedaría con los activos tóxicos que acumulaban las cajas procedentes de la construcción, las preferentes,...
En consecuencia, el 5 de abril de 2011 el Consejo de administración y la Junta Universal de BFA acordaron un “proyecto de segregación” por el cual transmitieron a Bankia todo el negocio bancario, las participaciones asociadas al negocio financiero y el resto de activos y pasivos que BFA había recibido de las cajas.
De esta manera se creó una nueva entidad limpia y saneada de activos tóxicos, ya que estos se habían quedado en BFA, el cual pasó a ejercer como una suerte de banco malo de la propia Bankia.
En el reparto de activos antes de la salida a bolsa de Bankia, BFA se quedó con las participaciones en Iberdrola y Mapfre.
El 19 de julio de 2011, Bankia anunció la salida a bolsa del 55% de sus acciones, manteniendo el resto de la propiedad en manos de BFA, y comenzó una campaña de captación de capital entre grandes accionistas y entre los propios clientes minoristas del banco, con una gran campaña de publicidad en los medios de comunicación incitando a la compra de acciones de la nueva entidad bursátil.

### Nacionalización de BFA
A última hora de la tarde del lunes 28 de mayo de 2012 el Consejo de Administración anunció que tras reformular las cuentas de 2011, que en el momento de su publicación arrojaban beneficios, BFA tuvo unas pérdidas de 3.318 millones de euros, las mayores de la historia española, solo por detrás de los 3.510 millones declarados por Banesto tras su intervención en 1993. Además, en las nuevas cuentas del banco se reconocía que el volumen de activos tóxicos (créditos morosos, créditos subestándar o en riesgo de impago, e inmuebles que se ha quedado la entidad por impago de créditos) provenientes del "ladrillo" (tanto del sector constructor como del promotor) pasaba de 31.800 millones a superar los 40.000 millones de euros, más del doble que cualquier otra entidad financiera española. Según el Consejo las diferencias entre las nuevas cifras y las dadas a conocer anteriormente «eran resultado de circunstancias sobrevenidas e información obtenida con posterioridad al cierre del ejercicio».
Días antes, el presidente ejecutivo tanto de BFA como de Bankia, Rodrigo Rato, ante el gran escándalo mediático en torno a la cuestionada solvencia de la entidad, tomó la decisión de dimitir de su cargo, aunque unos días más tarde reconocería que su salida fue forzada por presiones del propio Gobierno de España.
En esta situación, el crédito que inicialmente hizo el Fondo de Reestructuración Ordenada Bancaria (FROB) a BFA por 4.465 millones de euros en el momento de su formación era imposible de pagar, por lo que el Estado, según el plan de emergencia propuesto cuando se formalizó el crédito, convirtió ese crédito en acciones del FROB en BFA, y adicionalmente aportó otros 19.000 millones de euros más, el mayor rescate de una entidad financiera española, por lo cual el FROB, nacionalizó el 100% de BFA y se quedó como el único propietario de la entidad. Al poseer entonces BFA el 45% de Bankia (El resto es propiedad de los inversores privados que aportaron capital durante la salida a bolsa), se podría decir que el Estado también controlaba el 45% de Bankia, y por tanto también era el accionista mayoritario de esta entidad. Finalmente, la inyección total en BFA-Bankia fue de 22.424 millones de euros: los 4.465 millones citados, y los 17.959 millones del rescate europeo, divididos en 4500 de anticipo inyectados en septiembre de 2012 y 13.459 con que se completó dicho rescate a principios de 2013. De esos 22.424 millones de euros, Bankia recibió 15.638 millones.
En consecuencia, las siete cajas de ahorros, antiguas propietarias de BFA, quedaron fuera de la propiedad del banco que ellas mismas formaron, lo cual las dejó sin su única fuente de ingresos al haber segregado estas previamente su negocio bancario y puso en cuestión la viabilidad de su obra social, por lo que estas, según las recomendaciones de la Unión Europea, acabaron transformándose paulatinamente en fundaciones.
Tras la dimisión de Rato, ocupa el cargo, con el aval del Gobierno de España, José Ignacio Goirigolzarri, el cual tenía una larga trayectoria en el sector bancario y había ocupado puestos de alta responsabilidad anteriormente en BBVA. El 27 de mayo de 2012, el nuevo presidente comunicó al equipo de consejeros de Rato, procedentes de las cajas que dieron lugar al banco, que debían dimitir de sus cargos. Goirigolzarri formó un nuevo consejo de administración de Bankia y BFA con gente externa hasta ese momento a la entidad.
El 19 de diciembre de 2013, el Consejo de Administración de BFA acordó solicitar la renuncia para operar como entidad de crédito, y convertirse en un holding tenedor de acciones, entre las que figurase su participación en Bankia y otros activos. BFA cumplió así otro de los hitos previstos en el Plan de Reestructuración del grupo, que debía simplificar su estructura societaria antes de finalizar 2013, bien mediante transformación en holding, bien mediante su fusión con su filial, Bankia.
En septiembre de 2014, BFA-Bankia sumaban ingresos de casi 5.000 millones por venta de participadas, con plusvalías de más de 1.000 millones de euros.
El 23 de diciembre de 2014, la Comisión Ejecutiva del Banco de España aceptó la renuncia de Banco Financiero y de Ahorros (BFA) a la autorización para operar como entidad de crédito, con efectos desde el 2 de enero de 2015. La entidad se mantuvo como la sociedad holding matriz de Bankia, aunque cambió su denominación por la de BFA Tenedora de Acciones.
El 26 de marzo de 2021, se produjo la fusión por absorción de Bankia por CaixaBank. Tras la operación, BFA Tenedora de Acciones pasó a tener un 16,117% de CaixaBank.

## Accionariado
A 31 de diciembre de 2023, el FROB poseía un 100% del capital social de BFA Tenedora de Acciones.

## Participaciones
A 31 de diciembre de 2023, BFA Tenedora de Acciones poseía el 17,32% del capital social de CaixaBank. Al 31 de diciembre de 2024, poseía el 18,029 % del capital social de CaixaBank.